# Elmer Booth
Pour les articles homonymes, voir Booth.
William Elmer Booth est un acteur américain né le 9 décembre 1882 à Los Angeles et mort le 16 juin 1915 dans un accident d'automobile avec Tod Browning.

## Filmographie

### Acteur

#### Cinéma
- 1914 : Mrs. Black Is Back : Jack Dangerfield

#### Courts-métrages
- 1910 : A Plain Song
- 1910 : The Oath and the Man
- 1911 : Fate's Turning
- 1911 : What Shall We Do with Our Old?
- 1912 : A Beast at Bay : (non confirmé)
- 1912 : A Feud in the Kentucky Hills
- 1912 : An Interrupted Elopement
- 1912 : L'Invisible Ennemi de D. W. Griffith
- 1912 : Brutality
- 1912 : Cœur d'apache de D. W. Griffith
- 1912 : Les Amis de D. W. Griffith
- 1912 : Gold and Glitter
- 1912 : In the Aisles of the Wild
- 1912 : In the North Woods
- 1912 : My Baby (en) de D. W. Griffith
- 1912 : So Near, Yet So Far de D. W. Griffith
- 1912 : The Informer
- 1912 : The Narrow Road
- 1912 : The Painted Lady
- 1912 : Two Daughters of Eve
- 1913 : An Unjust Suspicion
- 1913 : Drink's Lure
- 1913 : The Adopted Brother
- 1913 : The Battle at Elderbush Gulch de D. W. Griffith
- 1913 : The Unwelcome Guest
- 1915 : A Chase by Moonlight
- 1915 : Beautiful Love
- 1915 : Beppo, the Barber
- 1915 : Brave and Bold
- 1915 : By Fair Means or Foul
- 1915 : Ethel's Deadly Alarm Clock
- 1915 : Ethel's Disguise
- 1915 : Ethel's New Dress
- 1915 : Gasoline Gus
- 1915 : Home Again
- 1915 : Mixed Values
- 1915 : Mr. Wallack's Wallet
- 1915 : Unwinding It
- 1915 : Where Breezes Blow

### Scénariste

#### Courts-métrages
- 1911 : Abe Gets Even with Father
- 1911 : Her Mother Interferes
- 1911 : Resourceful Lovers
- 1911 : Why He Gave Up
- 1912 : His Auto's Maiden Trip